# Duck Down Music
Duck Down Music Inc. – wytwórnia muzyczna założona przez Drew „Dru-Ha” Friedmana i Kenyatta „Buckshot” Blake’a w 1995 roku. Siedziba przedsiębiorstwa znajduje się w Nowym Jorku. Duck Down Music Inc sprzedała ponad 3 000 000 egzemplarzy swoich wydawnictw.
Dla wytwórni wydawali między innymi Black Moon, Sean Price, Smif-n-Wessun, Pharoahe Monch, 9th Wonder, KRS-One, B-Real, Boot Camp Clik, Heltah Skeltah czy Marco Polo.